# Ihor Radivilov
Ihor Vitalijovytj Radivilov (ukrainska: Ігор Віталійович Радівілов), född den 19 oktober 1992 i Mariupol i Ukraina, är en ukrainsk gymnast.
Radivilov tog OS-brons i herrarnas hopp vid de olympiska gymnastiktävlingarna 2012 i London.